# Киктёв, Дмитрий Борисович
Дми́трий Бори́сович Киктёв (род. 4 апреля 1959, Владимир) — советский и российский учёный-метеоролог, специалист в области гидродинамического прогноза погоды, кандидат физико-математических наук; в 2018—2019 годах исполнявший обязанности директора и директор. Заслуженный метеоролог Российской Федерации (2018 г.)

## Биография
Дмитрий Борисович Киктёв родился 4 апреля 1959 года во Владимире.
В 1981 году окончил факультет океанологии Ленинградского гидрометеорологического института (ныне Российский государственный гидрометеорологический университет). Позднее окончил механико-математический факультет МГУ имени М. В. Ломоносова.
В 1993 году защитил кандидатскую диссертацию «Диагноз и учёт систематических ошибок в гидродинамическом прогнозе погоды» в Гидрометцентре России.

## Научная и административная деятельность
- Служил метеорологом в рядах Вооружённых Сил СССР.
- Работал программистом в вычислительном центре.
- С 1986 года — инженер, младший и старший научный сотрудник Гидрометеорологического НИЦ СССР[4].
- В 2000—2001 годах — приглашённый специалист в Центре по исследованию и прогнозу климата Хэдли (Met Office, Великобритания)[5].
- С октября 2001 по июнь 2018 года — заместитель директора по научной работе Гидрометеорологического НИЦ (Гидрометцентра России)[6].
- 13 июня 2018 года назначен исполняющим обязанности директора, затем директором ФГБУ «Гидрометцентр России»[7].
- Продолжил работу в качестве заместителя директора по науке после передачи полномочий новому руководителю в июле 2019 года[8].

## Награды и звания
- Кандидат физико-математических наук (1993).
- Орден «За заслуги перед Отечеством» II степени (2010).
- Заслуженный метеоролог Российской Федерации (2018).

## Личная жизнь
Женат, отец двух дочерей. Дочь Ксения — аспирант кафедры истории зарубежной литературы филологического факультета МГУ им. М. В. Ломоносова.